# Nusa Ceningan
Nusa Ceningan é uma ilha da Indonésia, situada ao largo da costa sudeste do Bali, no arquipélago das Pequenas Ilhas da Sonda, entre as ilhas de Nusa Lembongan (a norte) e Nusa Penida (a sul). Juntamente com essas ilhas, constitui o distrito de Nusa Penida da regência (kabupaten) de Klungkung e da província do Bali.

## Descrição
A ilha tem aproximadamente 3,7 km de comprimento e 1,5 km de largura. Fica 15 km da costa sudeste do Bali, a partir de onde é acessível de barco a partir da estância turística de Sanur. Outros dos acessos de Nusa Ceningan é uma ponte pênsil que cruza o estreito canal que a separa de Nusa Lembongan, por onde só circulam peões, bicicletas e motocicletas. Este canal é pouco profundo e a navegação nele é difícil durante a maré baixa
A leste, o estreito de Lombok separa as três ilhas de Lombok. A Linha de Wallace, que marca a fronteira biogeográfica entre a fauna das ecozonas indo-malaia e Australásia passa por esse estreito.
Nusa Ceningan é uma zona de nidificação de aves e tem várias cavernas e um pura ( templo hindu típico do Bali), o Pura Bakung. A ilha é também apreciada pelos surfistas.